# Stepping (microprocessadors)
El terme stepping (català "pas") en informàtica s'utilitza per indicar una "revisió" específica en el maquinari d'un microprocessador, que no implica canvis significatius en la seva arquitectura.
Aquest és un concepte utilitzat principalment pels principals fabricants de microprocessadors del món, Intel i AMD, per indicar fins a quin punt ha avançat el disseny d'un processador específic en comparació amb el seu disseny original, i s'indica generalment per una combinació d'una lletra i un número.

## Premissa
Quan un fabricant desenvolupa un nou processador, passa per una sèrie d'"etapes de desenvolupament" abans que pugui estar preparat per al mercat. Les darreres etapes d'aquest llarg procés inclouen processadors que teòricament ja podrien estar comercialitzats, però la prova continuada d'aquestes solucions posa de manifest algunes limitacions (sobretot errors) que es resolen sistemàticament gràcies a les noves etapes, o "passos", de desenvolupament.
Els fabricants intenten posar al mercat productes el més lliures d'errors possibles, en cas contrari s'arriscarien a grans campanyes de retirada de productes defectuosos que es tradueixin en grans despeses de diners, com li va passar a Intel l'any 1993 amb el famós error del primer Pentium (que es va fer conegut). com el nom Pentium FDIV error) que l'obligà a recuperar tots els models ja venuts i substituir-los per noves versions basades en un nou Stepping que va resoldre el problema.
Per tant, tot i que intentem col·locar productes "perfectes" al mercat, això només passa poques vegades, i les proves massives dels usuaris finals sovint posen de manifest algunes limitacions més o menys greus de l'actual stepping; en conseqüència, fins i tot després de sortir al mercat, alguns productes sovint s'actualitzen a nous passos que solucionen o milloren alguns aspectes de la producció.

## Objectius dels diferents passos
Normalment, mitjançant el nou Stepping, els fabricants integren noves funcions de maquinari o altres millores. Pel que fa a la primera categoria, es poden posar diversos exemples: entre aquests podem recordar quan Intel va afegir (només més endavant, i gràcies a 2 nous passos) les instruccions EM64T per al processament de codi als seus processadors Pentium 4 Prescott de 64 bits i suport per a la tecnologia de seguretat XD-bit. Pel que fa a la resta de millores, però, com s'ha dit, estan orientades principalment a resoldre errors tècnics (de vegades menors, altres de gran importància, com va passar a AMD a finals de 2007 amb l'error de memòria cau L3 dels nous processadors Phenom), però de vegades poden simplement millorar alguns aspectes que no comprometen el més mínim el funcionament normal del processador, com per exemple una major tolerància a l'overclocking o la reducció del consum màxim, com va passar amb el Core 2 Quad Kentsfield d'Intel, que en el primer versions consumien fins a 105 W i més tard, gràcies a un nou stepping, van passar a 95 W.
Generalment, la primera versió d'un processador s'anomena Stepping "A0"; les revisions posteriors s'indicaran amb canvis en la lletra i/o el número. Els canvis en el número (per exemple “A3”) indiquen canvis menors en el disseny, mentre que els canvis més radicals impliquen canvis tant en la lletra com en el número (per exemple, “B2”).

## Stepping icontracció de procésde fabricació
De vegades es tendeix a confondre "Stepping" (o més aviat els propòsits de Stepping) amb Die shrink. Aquest últim és essencialment una "reducció de mida" o "escalada" d'un processador que utilitza un procés de fabricació més sofisticat. En general, Die Shrink hauria de ser només això, és a dir, produir processadors formalment idèntics en arquitectura i disseny intern, simplement mitjançant l'explotació de diferents processos de producció, però de vegades els fabricants aprofiten un Die Shrink per integrar noves funcions o quantitats més grans de memòria cau mitjançant executant en conseqüència també un canvi de pas.
Un exemple de contracció de matriu "pura" va ser el canvi del nucli Prescott (construït a 90 nm) al nucli Cedar Mill (construït a 65 nm) per al Pentium 4; les característiques s'havien mantingut gairebé iguals, inclosa la quantitat de memòria cau. En èpoques més recents, a finals de 2007, la transició de 65 nm a 45 nm també operada per Intel amb processadors basats en l'arquitectura "Core" també va comportar un augment del 50% en la memòria cau L2 a més de l'addició de SSE4. instruccions i altres millores generals a tota l'arquitectura. Aquesta contracció de matriu "impura" (és a dir, també acompanyada d'un canvi Stepping) va ser seguida per un canvi Stepping posterior que es va produir el març del 2008 per als processadors de quatre nuclis (basats en el nou nucli Yorkfield) que en la seva primera revisió van patir un error. a freqüències de rellotge altes que podrien provocar bloquejos del sistema.